# Sotés
Sotés är en kommun i Spanien. Den ligger i den autonoma regionen La Rioja i norra delen av landet, 240 km nordost om huvudstaden Madrid. Antalet invånare är 260 (2024). Arean är 14,60 kvadratkilometer.